# Dafydd Elis-Thomas, Baron Elis-Thomas

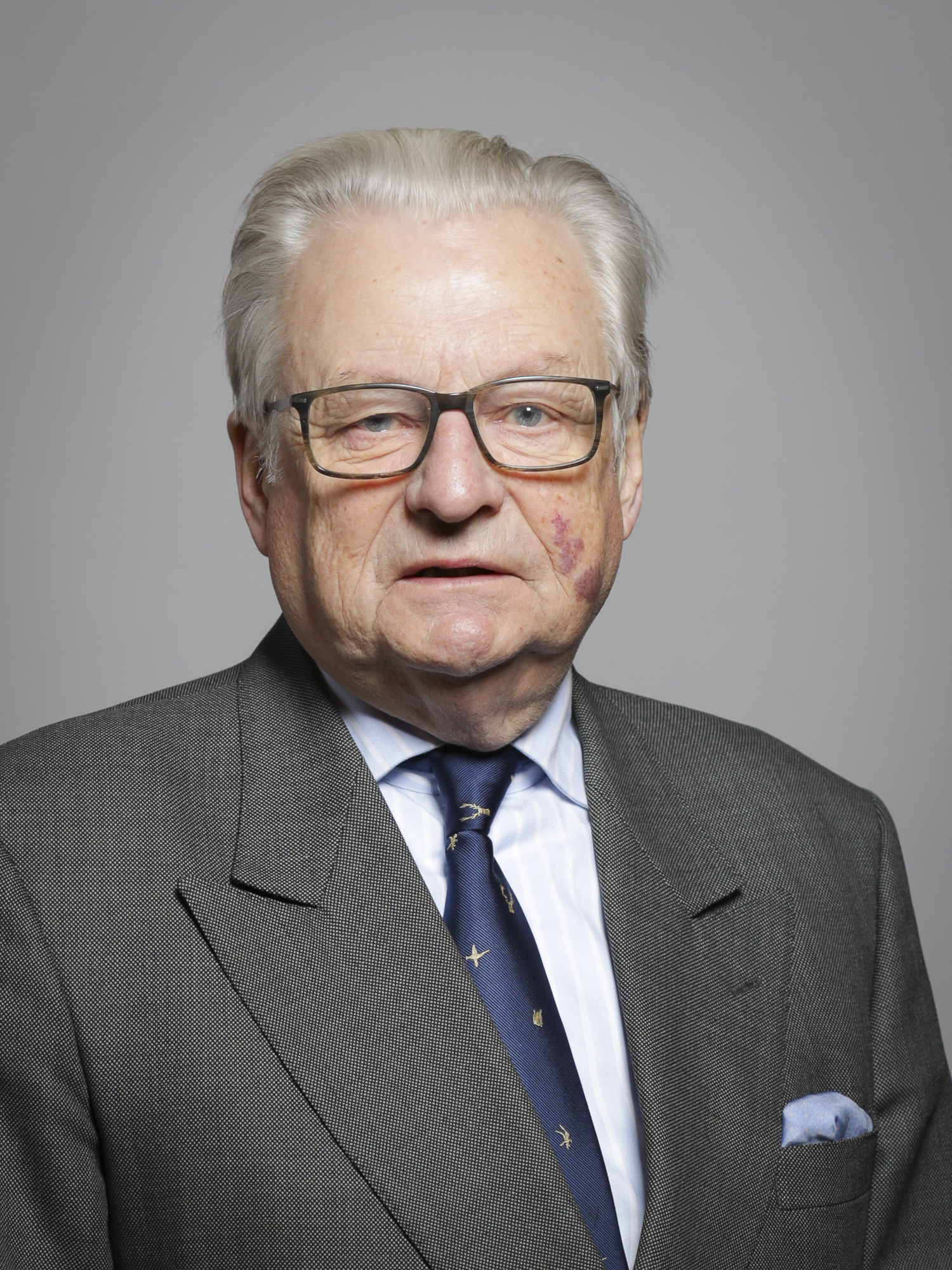
Lord Elis-Thomas, 2019

Dafydd Elis Elis-Thomas, Baron Elis-Thomas, PC, (* 18. Oktober 1946; † 7. Februar 2025) war ein britischer Politiker und Presiding Officer der National Assembly for Wales von 1999 bis 2011. Er saß im House of Commons und House of Lords, war Parteiführer von Plaid Cymru und seit 2004 Mitglied des Kronrats.

## Persönliches
Thomas wuchs in Ceredigion und in Llanrwst auf. 1970 heiratete er Elen Williams, mit der er drei Söhne hat. Sie wurden später geschieden, und von 1980 bis 1992 war seine Partnerin Marjorie Thompson, die Vorsitzende der Friedensbewegungsorganisation Campaign for Nuclear Disarmament. 1993 heiratete er Mair Parry Jones, die Leiterin der Dolmetscherabteilung der National Assembly. Er lebte in Llandaff, Cardiff und in Betws-y-Coed.

## Berufliche Karriere
Von 1994 bis 1999 war er Vorsitzender des Welsh Language Board und war Mitglied des Arts Council of Wales und des British Film Institute. Des Weiteren war er von 1992 bis 1999 Direktor und stellvertretender Vorstand von Cynefin Environmental Ltd. Als ehemaliger Dozent war er auch seit 2000 Präsident der Bangor University und gehörte zum Führungskreis der Church in Wales.

## Politische Karriere

### Britisches Parlament
Von 1974 bis 1983 war er für den Wahlkreis Meirionnydd Abgeordneter des House of Commons und, nachdem dieser Wahlkreis 1983 um Teile des Conwy-Tals erweitert worden war, war er Abgeordneter für diesen neuen Wahlkreis Meirionnydd Nant Conwy. Er gehörte der Partei Plaid Cymru (Party of Wales) an und war von 1979 bis 1981 deren Vize-Parteivorsitzender sowie von 1984 bis 1991 deren Parteivorsitzender. Nachdem 1992 angekündigt worden war, dass er zum Life Peer erhoben werden solle, änderte er seinen Familiennamen durch Deed poll von „Thomas“ in „Elis-Thomas“, so dass er den Titel Baron Elis-Thomas annehmen konnte. Am 18. September 1992 wurde er entsprechend als Baron Elis-Thomas, of Nant Conwy in the County of Gwynedd, zum Life Peer erhoben, war dadurch seither Mitglied des House of Lords und schied aus dem Unterhaus aus.
2012 wurde Lord Elis-Thomas von der Gruppe Fix Parliament als das teuerste Mitglied des House of Lords kritisiert, da er 2011 bei einer einzigen Abstimmung teilgenommen habe, jedoch £15.488,70 an Ausgaben abgerechnet habe. Seit Dezember 2018 nahm er an keiner Abstimmung mehr teil.

### National Assembly for Wales
Lord Elis-Thomas war auch von 1999 bis 2020 Abgeordneter der National Assembly for Wales, wo er den Wahlkreis Meirionnydd Nant Conwy vertrat, der 2007 zum Wahlkreis Dwyfor Meirionnydd umgegliedert wurde. Er war auch von 1999 bis 2011 Parlamentspräsident (Llywydd of the Senedd) der National Assembly for Wales und von 2007 bis 2011 Mitglied der National Assembly for Wales Commission.
2016 trat er aus der Plaid Cymru aus und gehörte der National Assembly fortan als parteiloser Abgeordneter an.

## „Mrs. Windsor“-Vorfall
Im Dezember 2004 verlangte Lord Elis-Thomas von Leanne Wood, dass sie die Kammer verlassen müsse, weil sie die Königin während einer Debatte ohne ihren Titel nur als „Mrs Windsor“ bezeichnet hatte. Leanne Wood war das erste Mitglied der Kammer, das die Kammer aus diesen Gründen verlassen musste. Im Jahre 2012 setzte sich Leanne Wood bei der Wahl zum Parteivorsitzenden gegen Elis-Thomas durch.